# Jessica Phoenix
Jessica Phoenix (16 ottobre 1983) è una cavallerizza canadese.

## Biografia
Phoenix ha vinto una medaglia d'oro nella gara individuale di eventing ai Giochi Panamericani del 2011 a Guadalajara. Ha vinto anche una medaglia d'argento nella gara di eventing a squadre.
Phoenix ha fatto il suo debutto olimpico ai Giochi olimpici di Londra 2012, classificandosi al 22° posto nel concorso individuale e un bronzo a squadre. 
Ha cavalcato il castrone westfaliano Pavarotti
Giochi della XXXI Olimpiade di Rio de Janeiro Phoenix si è piazzata al 10° posto nella gara a squadre e si è classificata 38° a livello individuale, collezionando 131,60 penalità nelle tre prove con A Little Romance.